# Лебанидзе, Мурман Силованович
Мурман Силованович Лебанидзе (груз. მურმან სილოვანის ძე ლებანიძე; 14 ноября 1922 года, станица Агстафа, Азербайджанская ССР — 17 августа 2002 года, Тбилиси) — грузинский советский поэт. Лауреат Государственной премии Грузинской ССР имени Шота Руставели и Государственной премии Грузии (2002), Почётный гражданин Тбилиси (1995).

## Биография
После окончания средней школы (1940), продолжил учёбу на филологическом факультете Тбилисского государственного университета.
Учёба была прервана Великой Отечественной войной. Участник обороны Кавказа. В 1943 году был тяжело ранен, после демобилизации вернулся в Тбилиси. Окончил Тбилисский университет в 1948 году.
С 1947 по 1952 год редактировал литературно-художественный журнал «Дила». В 1950 году опубликовал первую книгу стихов.
Член Коммунистической партии с 1958 года.

## Память
Именем Лебанидзе названа улица в Тбилиси (бывшая Боржомская)